# Alburnus timarensis
Alburnus timarensis е вид лъчеперка от семейство Шаранови (Cyprinidae). Видът е критично застрашен от изчезване.